# Ignamba parvisulcata
Ignamba parvisulcata is een pissebed uit de familie Eubelidae. De wetenschappelijke naam van de soort is voor het eerst geldig gepubliceerd in 1987 door Taiti & Ferrara.